# Comahue

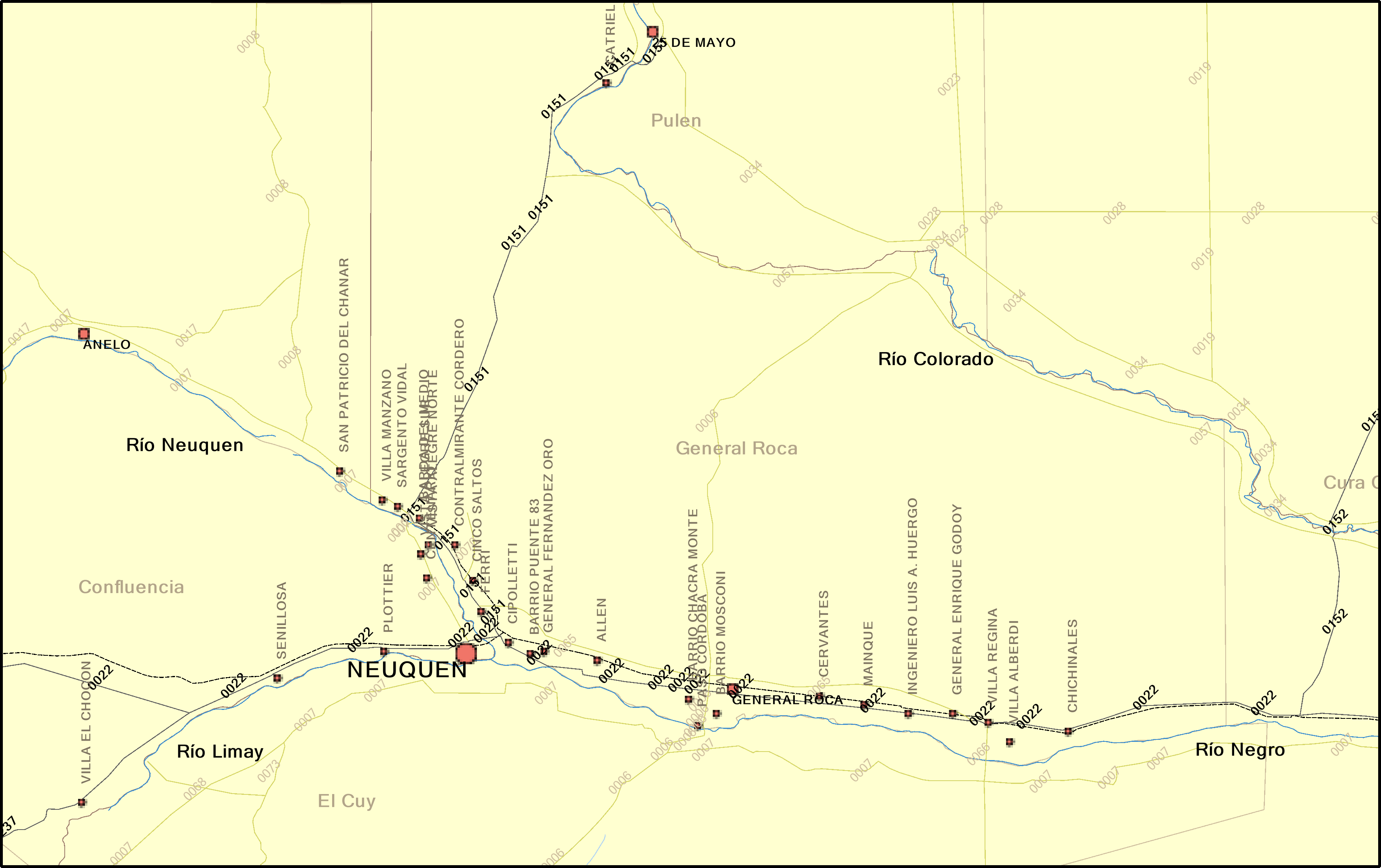
Le cœur du Comahue, avec les principales localités.

Le Comahue est une région du centre-sud de l'Argentine, qui correspond à la partie nord de la Patagonie argentine, et qui regroupe les provinces de Neuquén et de Río Negro. Certains incluent en outre le sud de la province 
de La Pampa, et la partie la plus australe de la province de Buenos Aires, ainsi que le sud de celle de Mendoza.
Le centre économique de cette région du Comahue, se trouve à la confluence des Río Negro, Río Neuquén et Río Limay, zone riche et peuplée comprenant la Alto Valle del Río Negro ou Haute vallée du Río Negro et dont la capitale est la ville de Neuquén, siège d'ailleurs de l' Universidad Nacional del Comahue.

## Étymologie
Comahue est un vocable d'origine mapuche, que signifierait en mapudungun "lieu de richesse", ou aussi "lieu où l'eau fit des dégâts".